# Carabus vigil
Carabus vigil  (лат.) — вид жуков-жужелиц из подсемейства настоящих жужелиц. Распространён в Китае.

## Распространение
Номинативный подвид распространён на юге провинции Ганьсу. Подвид C. v. claricollis распространён на севере Цзянси; C. v. cordulatus — на юге Шэньси (на высоте 1000—1400 метров над уровнем моря); C. v. dabashanus — на северо-востоке Сычуаня; C. v. funiuensis — на западе Хэнаня; C. v. giacomazzoi — на западе Сычуаня; C. v. guangwushanus — на северо-востоке Сычуаня; C. v. kangensis — на юго-востоке Ганьсу; C. v. nigrominimus — на юге Ганьсу; C. v. ohshimaorum — на западе Хубэй; C. v. pseudoparis — на юге Шэньси; C. v. pseudotosanus — на юге Ганьсу (на высоте 2000 м над уровнем моря); C. v. pyrochromus — на юге Ганьсу; C. v. quercinus — в центральном Шэньси (на высоте 1300—1600 м над уровнем моря); C. v. xingshanensis — в центральной части запада Шэньси; C. v. xunyangbaensis — на юге Шэньси; C. v. zaohongipennis — на востоке Сычуаня.